# Convocazioni al World Grand Prix 2010
Elenco delle giocatrici convocate per il World Grand Prix 2010.

## Brasile
| N° | Nome                   | Ruolo | Data di nascita  | Squadra             |
| -- | ---------------------- | ----- | ---------------- | ------------------- |
| -  | José Roberto Guimarães | All   | 30 luglio 1954   | -                   |
| 1  | Fabiana Claudino       | C     | 24 gennaio 1985  | Rio de Janeiro VC   |
| 3  | Danielle Lins          | P     | 5 gennaio 1985   | Rio de Janeiro VC   |
| 4  | Paula Pequeno          | S     | 22 gennaio 1982  | Zareč'e Odincovo    |
| 5  | Adenízia da Silva      | C     | 18 dicembre 1986 | Osasco              |
| 6  | Thaísa de Menezes      | C     | 15 maggio 1987   | Osasco              |
| 7  | Marianne Steinbrecher  | S     | 23 agosto 1983   | São Caetano         |
| 8  | Jaqueline de Carvalho  | S     | 31 dicembre 1983 | Osasco              |
| 10 | Wélissa Gonzaga        | S     | 9 settembre 1982 | Osasco              |
| 12 | Natália Pereira        | S     | 24 aprile 1989   | Osasco              |
| 13 | Sheilla de Castro      | O     | 1º luglio 1983   | São Caetano         |
| 14 | Fabiana de Oliveira    | L     | 7 marzo 1980     | Rio de Janeiro VC   |
| 17 | Josefa de Souza        | P     | 3 febbraio 1983  | Pinheiros São Paulo |

## Cina
| N° | Nome         | Ruolo | Data di nascita   | Squadra  |
| -- | ------------ | ----- | ----------------- | -------- |
| -  | Wang Baoquan | All   | -                 | -        |
| 1  | Wang Yimei   | O     | 11 gennaio 1988   | Liaoning |
| 2  | Zhang Lei    | O     | 11 gennaio 1985   | Shanghai |
| 7  | Zhang Xian   | L     | 16 marzo 1985     | Yunnan   |
| 8  | Wei Qiuyue   | P     | 26 settembre 1988 | Tianjin  |
| 9  | Wang Qian    | L     | 14 marzo 1989     | Tianjin  |
| 10 | Li Juan      | S     | 15 maggio 1981    | Tianjin  |
| 11 | Xu Yunli     | C     | 2 agosto 1987     | Fujian   |
| 12 | Xue Ming     | C     | 23 febbraio 1987  | Beijing  |
| 14 | Chen Liyi    | S     | 27 aprile 1989    | Tianjin  |
| 15 | Ma Yunwen    | S     | 19 ottobre 1986   | Shanghai |
| 16 | Bian Yuqian  | P     | 14 giugno 1990    | Shanghai |
| 18 | Fan Linlin   | S     | 1º dicembre 1991  | Bayi     |

## Germania
| N° | Nome                | Ruolo | Data di nascita   | Squadra           |
| -- | ------------------- | ----- | ----------------- | ----------------- |
| -  | Giovanni Guidetti   | All   | 20 settembre 1972 | -                 |
| 2  | Kathleen Weiß       | P     | 2 febbraio 1984   | Sirio Perugia     |
| 3  | Denise Hanke        | P     | 31 ottobre 1986   | Schweriner        |
| 4  | Kerstin Tzscherlich | L     | 15 febbraio 1978  | Dresdner          |
| 6  | Saskia Hippe        | O     | 16 gennaio 1991   | Dresdner          |
| 9  | Corina Ssuschke     | C     | 5 maggio 1983     | Prostějov         |
| 10 | Anne Matthes        | S     | 30 aprile 1985    | Volley 2002 Forlì |
| 12 | Heike Beier         | S     | 9 dicembre 1983   | River Piacenza    |
| 14 | Margareta Kozuch    | O     | 30 ottobre 1986   | Asystel Novara    |
| 15 | Maren Brinker       | S     | 10 luglio 1986    | Münster           |
| 16 | Anja Brandt         | C     | 15 febbraio 1990  | Schweriner        |
| 18 | Nadja Schaus        | O     | 8 novembre 1984   | Wiesbaden         |
| 19 | Tatjana Zautys      | S     | 4 maggio 1980     | VC Stoccarda      |

## Giappone
| N° | Nome             | Ruolo | Data di nascita   | Squadra             |
| -- | ---------------- | ----- | ----------------- | ------------------- |
| -  | Masayoshi Manabe | All   | 21 agosto 1963    | -                   |
| 1  | Hiroko Matsuura  | P     | 15 luglio 1990    | NEC Red Rockets     |
| 3  | Yoshie Takeshita | P     | 18 marzo 1978     | JT Marvelous        |
| 4  | Kaori Inoue      | C     | 21 ottobre 1982   | Denso Airybees      |
| 5  | Ai Ōtomo         | C     | 24 marzo 1982     | JT Marvelous        |
| 6  | Yūko Sano        | L     | 26 luglio 1979    | Hisamitsu Springs   |
| 7  | Mai Yamaguchi    | S     | 3 luglio 1983     | Okayama Seagulls    |
| 9  | Mizuho Ishida    | S     | 22 gennaio 1988   | Hisamitsu Springs   |
| 11 | Erika Araki      | C     | 3 agosto 1984     | Toray Arrows        |
| 12 | Saori Kimura     | S     | 19 agosto 1986    | Toray Arrows        |
| 14 | Yukiko Ebata     | S     | 7 novembre 1989   | Hitachi Sawa Rivale |
| 16 | Saori Sakoda     | S     | 18 dicembre 1987  | Toray Arrows        |
| 17 | Akiko Ino        | L     | 28 settembre 1986 | NEC Red Rockets     |

## Italia
| N° | Nome                 | Ruolo | Data di nascita   | Squadra          |
| -- | -------------------- | ----- | ----------------- | ---------------- |
| -  | Massimo Barbolini    | All   | 29 agosto 1964    | Club Italia      |
| 2  | Cristina Barcellini  | S     | 20 novembre 1986  | Asystel Novara   |
| 4  | Lucia Crisanti       | C     | 16 marzo 1986     | FV Busto Arsizio |
| 5  | Giulia Rondon        | P     | 16 ottobre 1987   | River Piacenza   |
| 6  | Enrica Merlo         | L     | 28 dicembre 1988  | Volley Bergamo   |
| 8  | Jenny Barazza        | C     | 24 luglio 1981    | Asystel Novara   |
| 11 | Serena Ortolani      | O     | 7 gennaio 1987    | Volley Bergamo   |
| 12 | Francesca Piccinini  | S     | 10 gennaio 1979   | Volley Bergamo   |
| 13 | Valentina Arrighetti | C     | 26 gennaio 1985   | Volley Bergamo   |
| 14 | Eleonora Lo Bianco   | P     | 22 dicembre 1979  | Volley Bergamo   |
| 15 | Antonella Del Core   | S     | 5 novembre 1980   | Volley Bergamo   |
| 16 | Lucia Bosetti        | S     | 9 luglio 1989     | Volley Bergamo   |
| 17 | Simona Gioli         | C     | 17 settembre 1977 | Dinamo Mosca     |

## Paesi Bassi
| N° | Nome               | Ruolo | Data di nascita   | Squadra        |
| -- | ------------------ | ----- | ----------------- | -------------- |
| -  | Avital Selinger    | All   | 10 marzo 1959     | -              |
| 3  | Francieen Hurmann  | C     | 10 aprile 1975    | -              |
| 4  | Chaïne Staelens    | S     | 7 novembre 1980   | Denso Airybees |
| 5  | Robin de Kruijf    | C     | 5 maggio 1991     | TVC Amstelveen |
| 6  | Maret Grothues     | S     | 16 settembre 1988 | TVC Amstelveen |
| 7  | Quinta Steenbergen | C     | 2 aprile 1984     | TVC Amstelveen |
| 8  | Alice Blom         | S     | 7 aprile 1980     | Fenerbahçe     |
| 10 | Janneke van Tienen | L     | 29 maggio 1979    | -              |
| 11 | Caroline Wensink   | C     | 4 agosto 1984     | River Piacenza |
| 12 | Manon Flier        | O     | 8 febbraio 1984   | Asystel Novara |
| 14 | Laura Dijkema      | P     | 18 febbraio 1990  | TVC Amstelveen |
| 17 | Nicole Koolhaas    | C     | 31 gennaio 1991   | Alterno        |
| 18 | Judith Blansjaar   | P     | 23 maggio 1990    | TVC Amstelveen |

## Polonia
| N° | Nome                  | Ruolo | Data di nascita   | Squadra           |
| -- | --------------------- | ----- | ----------------- | ----------------- |
| -  | Jerzy Matlak          | All   | 21 giugno 1945    | -                 |
| 1  | Katarzyna Skowrońska  | O     | 30 giugno 1983    | Robursport Pesaro |
| 2  | Mariola Barbachowska  | L     | 30 giugno 1982    | Muszynianka       |
| 3  | Karolina Kosek        | S     | 28 giugno 1985    | Budowlani Łódź    |
| 5  | Katarzyna Skorupa     | P     | 16 settembre 1984 | BKS               |
| 6  | Agnieszka Bednarek    | C     | 20 febbraio 1986  | Muszynianka       |
| 7  | Berenika Tomsia       | C     | 18 marzo 1988     | BKS               |
| 8  | Katarzyna Zaroślińska | O     | 3 febbraio 1987   | Budowlani Łódź    |
| 9  | Joanna Staniucha      | S     | 5 dicembre 1981   | Dąbrowa Górnicza  |
| 11 | Anna Barańska         | S     | 14 maggio 1984    | BKS               |
| 12 | Milena Sadurek        | P     | 18 ottobre 1984   | Metal Galați      |
| 15 | Katarzyna Biel        | C     | 21 settembre 1981 | Dąbrowa Górnicza  |
| 17 | Joanna Kaczor         | O     | 16 settembre 1984 | River             |

## Porto Rico
| N° | Nome                | Ruolo | Data di nascita   | Squadra              |
| -- | ------------------- | ----- | ----------------- | -------------------- |
| -  | Carlos Cardona      | All   | -                 | -                    |
| 1  | Debora Seilhamer    | L     | 10 aprile 1985    | Indias de Mayagüez   |
| 2  | Xaimara Colón       | L     | 11 settembre 1988 | Gigantes de Carolina |
| 3  | Vilmarie Mojica     | P     | 13 agosto 1985    | Pinkin de Corozal    |
| 4  | Tatiana Encarnación | S     | 28 luglio 1985    | Gigantes de Carolina |
| 5  | Saraí Álvarez       | O     | 3 aprile 1986     | Indias de Mayagüez   |
| 7  | Stephanie Enright   | S     | 15 dicembre 1990  | Porto Rico           |
| 9  | Áurea Cruz          | S     | 10 gennaio 1982   | GSO Villa Cortese    |
| 11 | Karina Ocasio       | O     | 8 gennaio 1985    | Valencianas Juncos   |
| 14 | Glorimar Ortega     | P     | 21 novembre 1983  | Gigantes de Carolina |
| 16 | Alexandra Oquendo   | C     | 3 febbraio 1984   | Criollas de Caguas   |
| 17 | Sheila Ocasio       | C     | 17 novembre 1982  | Valencianas Juncos   |
| 19 | Diana Reyes         | C     | 29 aprile 1993    | Criollas de Caguas   |

## Rep. Dominicana
| N° | Nome                | Ruolo | Data di nascita   | Squadra                |
| -- | ------------------- | ----- | ----------------- | ---------------------- |
| -  | Marcos Kwiek        | All   | -                 | -                      |
| 2  | Dahiana Burgos      | S     | 7 aprile 1988     | Pallavolo Pontecagnano |
| 3  | Lisvel Eve          | C     | 10 settembre 1991 | GS Caltex Seoul        |
| 4  | Marianne Fersola    | C     | 16 gennaio 1992   | Mirador                |
| 6  | Carmen Caso         | L     | 29 novembre 1981  | Arlenis Cordero        |
| 7  | Niverka Marte       | P     | 19 ottobre 1990   | Distrito Nacional      |
| 8  | Cándida Arias       | C     | 11 marzo 1992     | San Cristobal          |
| 9  | Sidarka Nuñez       | O     | 25 giugno 1984    | Liga Juan Guzman       |
| 11 | Jeoselyna Rodríguez | O     | 9 dicembre 1991   | GRER                   |
| 12 | Karla Echenique     | P     | 16 maggio 1986    | Gigantes de Carolina   |
| 13 | Cindy Rondón        | C     | 12 novembre 1988  | Distrito Nacional      |
| 17 | Gina Mambrú         | O     | 21 gennaio 1986   | GRER                   |
| 19 | Ana Binet           | L     | 9 febbraio 1992   | Espaillat              |

## Stati Uniti
| N° | Nome              | Ruolo | Data di nascita  | Squadra              |
| -- | ----------------- | ----- | ---------------- | -------------------- |
| -  | Hugh McCutcheon   | All   | 13 ottobre 1969  | -                    |
| 1  | Ogonna Nnamani    | O     | 29 luglio 1983   | Prostějov            |
| 2  | Alisha Glass      | P     | 5 aprile 1988    | Penn State           |
| 5  | Stacy Sykora      | L     | 24 giugno 1977   | Omička Omsk          |
| 7  | Heather Bown      | C     | 29 novembre 1978 | Pieralisi Jesi       |
| 8  | Cynthia Barboza   | S     | 7 febbraio 1987  | Toray Arrows         |
| 9  | Jennifer Joines   | C     | 23 novembre 1982 | Llaneras de Toa Baja |
| 11 | Jordan Larson     | S     | 16 ottobre 1986  | Dinamo-Kazan         |
| 15 | Logan Tom         | S     | 25 maggio 1981   | Asystel Novara       |
| 16 | Foluke Akinradewo | C     | 5 ottobre 1987   | Stati Uniti          |
| 17 | Mary Spicer       | P     | 3 luglio 1987    | Leonas de Ponce      |
| 18 | Megan Hodge       | S     | 15 ottobre 1988  | Criollas de Caguas   |
| 19 | Destinee Hooker   | O     | 7 settembre 1987 | Pinkin de Corozal    |

## Taipei cinese
| N° | Nome               | Ruolo | Data di nascita  | Squadra      |
| -- | ------------------ | ----- | ---------------- | ------------ |
| -  | Norimasa Sakakuchi | All   | 23 novembre 1946 | -            |
| 1  | Teng Yen-min       | S     | 9 febbraio 1984  | TPEC         |
| 2  | Tsai Yin-feng      | C     | 6 novembre 1984  | Taiwan Power |
| 3  | Chen Wan-ting      | -     | 25 novembre 1990 | NTNU         |
| 4  | Liao Wan-ju        | -     | 19 aprile 1984   | -            |
| 5  | Wu Ko-jou          | S     | 17 novembre 1985 | Taiwan Power |
| 6  | Yen Pei-ling       | P     | 5 gennaio 1986   | Taiwan Power |
| 7  | Hsieh Yi-ting      | L     | 7 ottobre 1987   | Taiwan Power |
| 9  | Huang Szu-chi      | C     | 31 marzo 1988    | NTNU         |
| 10 | Wu Shu-fen         | C     | 7 aprile 1989    | Taiwan Power |
| 11 | Yang Ya-chu        | P     | 8 luglio 1991    | NTNU         |
| 12 | Yang Meng-hua      | L     | 15 agosto 1991   | NCUE         |
| 13 | Wen I-tzu          | C     | 31 ottobre 1991  | Hsin Min     |

## Thailandia
| N° | Nome                         | Ruolo | Data di nascita  | Squadra          |
| -- | ---------------------------- | ----- | ---------------- | ---------------- |
| -  | Kiattipong Radchatagriengkai | All   | 17 luglio 1966   | Federbrau        |
| 1  | Piyanut Pannoy               | L     | 10 novembre 1989 | Federbrau        |
| 4  | Hattaya Bamrungsuk           | C     | 12 agosto 1993   | Nakhonratchasama |
| 5  | Pleumjit Thinkaow            | C     | 9 novembre 1983  | Federbrau        |
| 6  | Onuma Sittirak               | S     | 13 giugno 1986   | Federbrau        |
| 8  | Utaiwan Kaensing             | C     | 7 settembre 1988 | Federbrau        |
| 10 | Wilavan Apinyapong           | S     | 6 giugno 1984    | Federbrau        |
| 11 | Amporn Hyapha                | C     | 19 maggio 1985   | Federbrau        |
| 12 | Kamonporn Sukmak             | P     | 29 febbraio 1988 | Federbrau        |
| 13 | Nootsara Tomkom              | P     | 7 luglio 1985    | Federbrau        |
| 15 | Malika Kanthong              | O     | 8 gennaio 1987   | Federbrau        |
| 18 | Em-orn Phanusit              | S     | 25 marzo 1988    | Federbrau        |
| 19 | Tapaphaipun Chaisri          | L     | 29 novembre 1989 | Federbrau        |